# Анрі-П'єр Піку

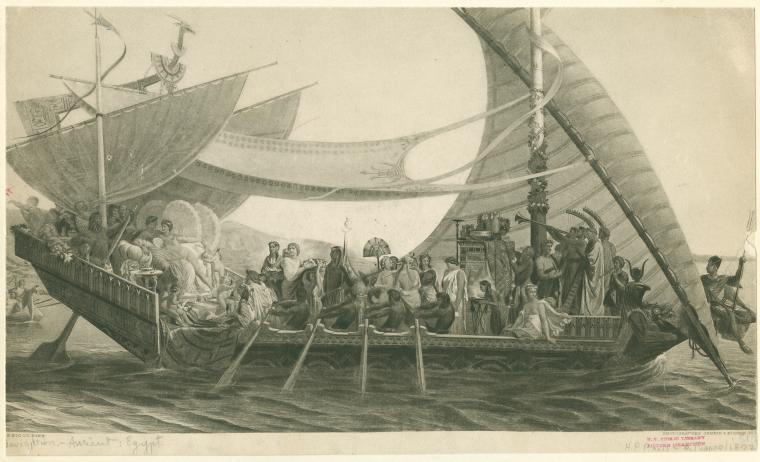
Клеопатра й Антоній на річці Кідн — шедевр художника. Естамп 1891 з оригіналу 1848 року

Анрі́-П'єр Піку́ (фр. Henri-Pierre Picou, 27 лютого 1824, Нант — 17 липня 1895, там само) — французький живописець. Почавши з портретів і робіт на класичну тему, пізніше зайнявся живописом на алегоричні та міфологічні сюжети.
Навчався у Поля Делароша і Шарля Глейра, вплив останнього помітний в творчості Піку. Разом з іншими учнями Делароша і Глейра — Гюставом Буланже, Жаном-Леоном Жеромом і Жаном-Луї Гамоном, Піку є одним зі засновників школи стилю неогрек в живопису. На відміну від своїх товаришів, що приділяли увагу переважно класичним і міфологічним сюжетам, Анрі-П'єр займався і монументальним живописом, малював фрески, у тому числі у церкві Святого Роха (Сен-Рош).
Перша виставка його картини відбулася в 1847 році в Паризькому салоні. Наступного року він був нагороджений медаллю ІІ ступеня за картину «Клеопатра й Антоній на річці Кідн» (Cléopâtre et Antoine sur le Cydnus), яку вважають шедевром художника.
Піку тримав майстерню на Бульварі Маджента. Він став одним з найвідоміших художників Франції і в 1853 році отримав другу Римську премію за полотно «Ісус виганяє торгівців з Храму» (Jésus chassant les vendeurs du Temple) і ще одну медаль другого ступеня на Салоні в 1857. Починаючи з 1847 року, виставки його робіт у Салоні відбуваються майже щорічно і тривають до 1893 року. Художня критика вважала Анрі-П'єра Піку найбільш модним художником Франції часів Другої імперії. Картини зберігаються в музеях Нанта, Ам'єна та інших міст Франції.

## Галерея

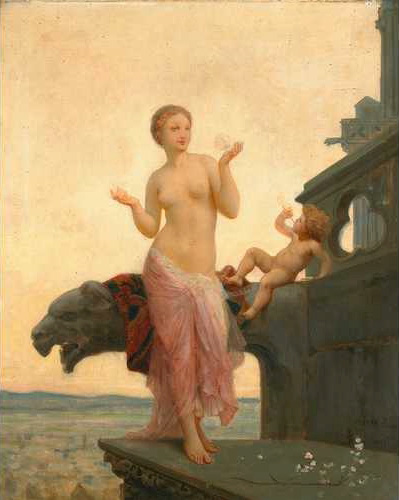
Ангел кохання (1884)
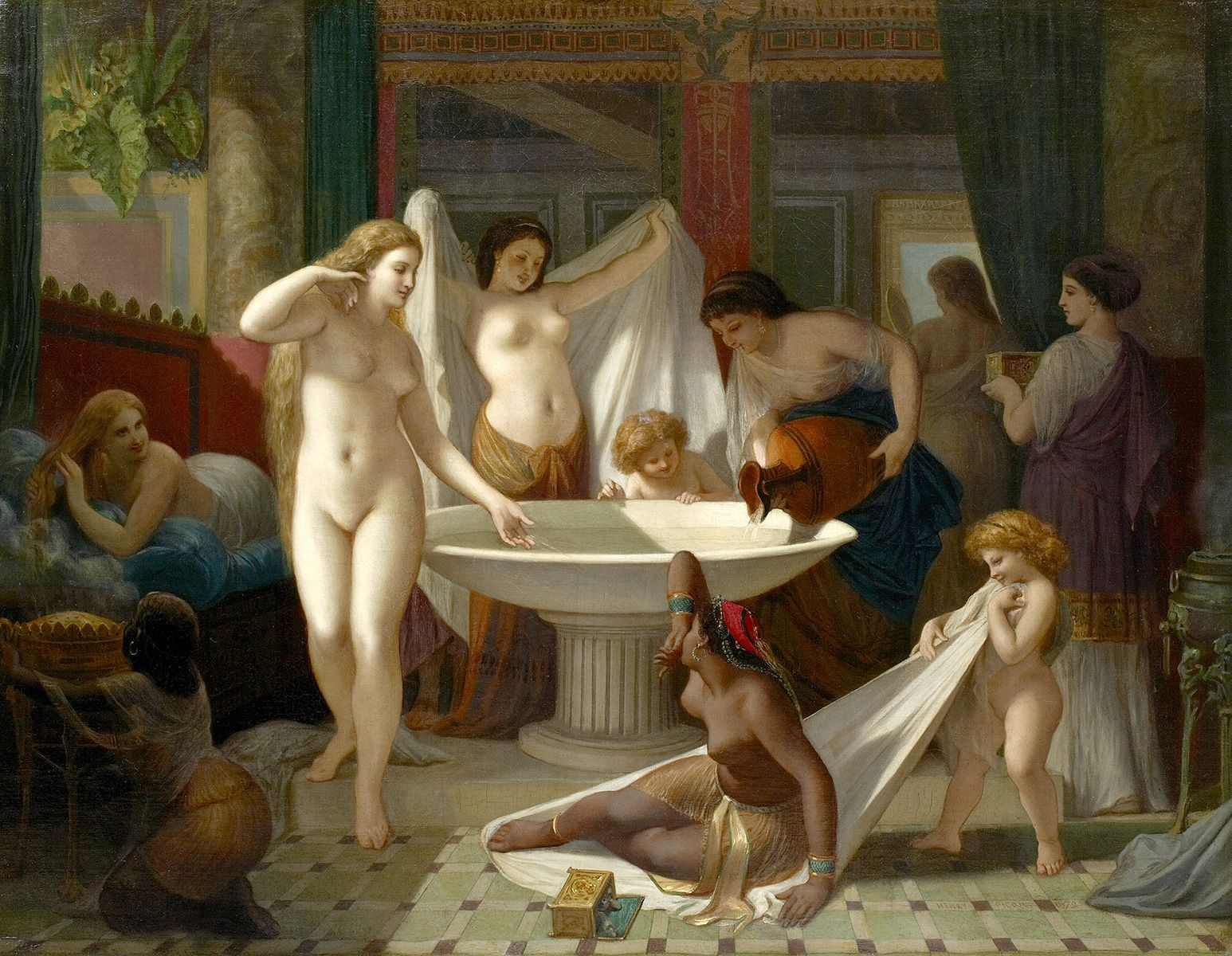
Молоді жінки в лазні (1879)
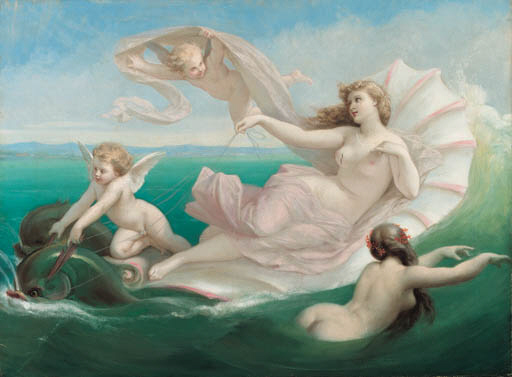
Морські німфи (1871)
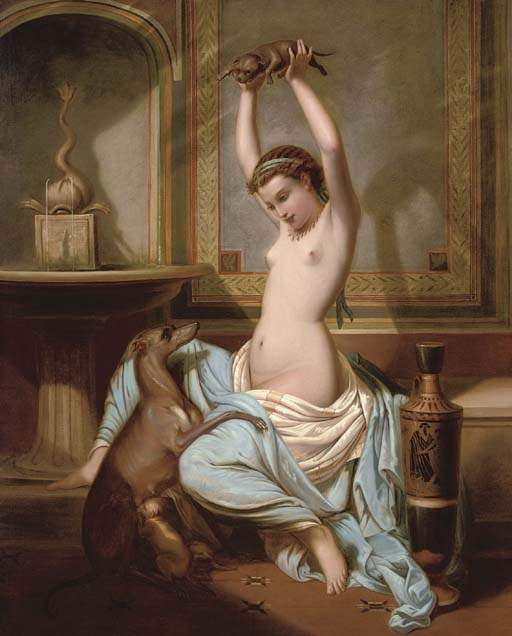
Муза забавляється (La Muse s'amuse, 1881)
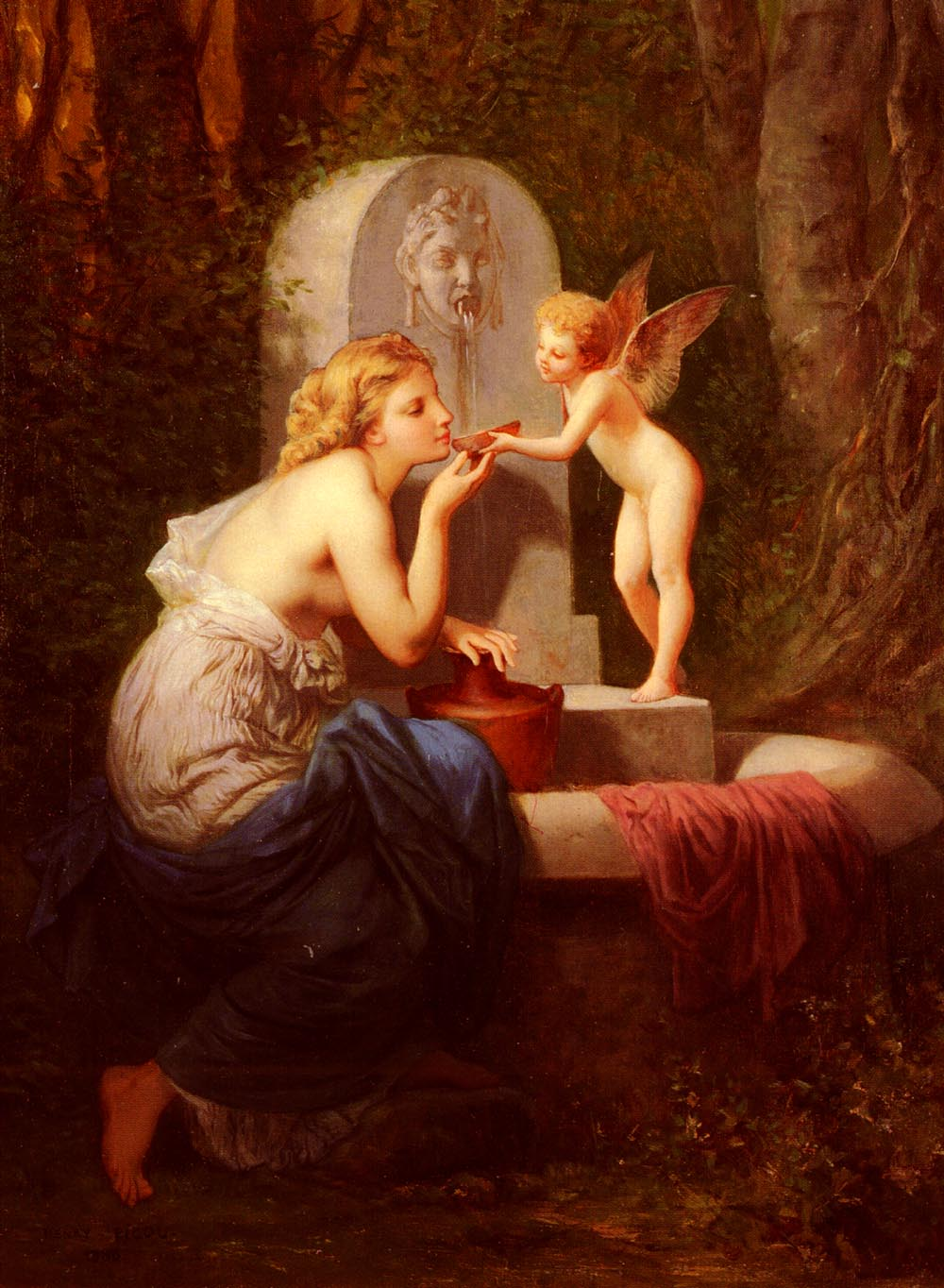
Біля джерела (1880)
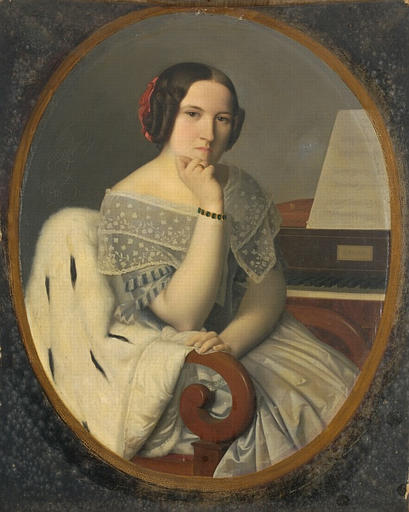
Портрет Сефізи Піку (Céphise Picou), сестри художника (1846)
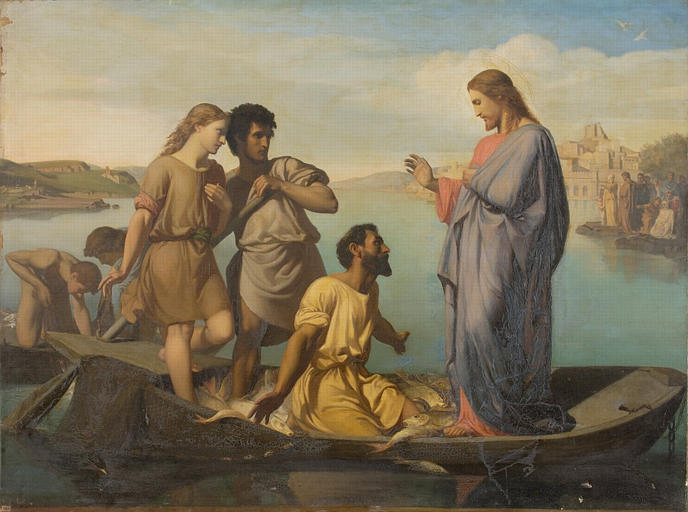
Чудесний улов (1850-ті роки)